# Grumman XSBF
Le Grumman XSBF, également désigné G-14 au sein de la compagnie, était un bombardier-éclaireur (en) biplan américain, développé par la Grumman Aircraft Engineering Corporation pour l'US Navy pendant les années 1930.
Dérivé du chasseur réussi Grumman FF (surnommé « Fifi »), l'avion fut développé à une période où le biplan commençait à céder sa place au monoplan. Pendant les essais menés à l'occasion d'une compétition avec d'autres avions, il se montra inférieur en performances dans son rôle prévu, et n'entra finalement pas en production. Le seul prototype fut relégué à un rôle d'avion de liaison, ainsi que d'expérimentations par le NACA, avant d'être complètement détruit dans un accident en 1939.

## Conception et développement
À la fin de l'année 1934, le Bureau of Aeronautics (BuAer) de l'US Navy publia une spécification pour la conception de nouveaux « scout bombers » (SB, pour « bombardier-éclaireur » en français) et bombardiers-torpilleurs. Huit compagnies proposèrent un total de dix projets en réponse à ces besoins, répartis équitablement entre des monoplans et des biplans,. Grumman, qui avait fourni avec succès les chasseurs FF et F2F à la Navy, ainsi que l'avion éclaireur SF, proposa un développement avancé du SF-2 en réponse à la demande pour un avion de 2 270 kg capable d'emporter une bombe de 227 kg,. Recevant le numéro de modèle G-14 par Grumman, l'avion reçut la désignation officielle de XSBF-1 par la marine américain et un contrat pour la fabrication d'un prototype fut publié en mars 1935.
Le XSBF-1 était un biplan biplace doté d'un cockpit fermé, d'un fuselage de construction entièrement métallique, et d'ailes largement recouvertes de tissu. La puissance était fournie par un moteur en étoile refroidi par air Pratt & Whitney R-1535 Twin Wasp Junior de 650 ch (480 kW) entraînant une Hélice Hamilton Standard à bipale à pas variable. L'armement prévu devait consister en deux mitrailleuses fixes Browning M1919 de 7,62 mm (calibre .30) tirant vers l'avant installées dans le nez de l'avion, dont une pouvait être remplacée par une Browning M2 de 12,7 mm (calibre .50). Toutefois, le prototype n'emporta qu'une seule calibre .30. Une autre mitrailleuse Browning M1919 de 7,62 mm était installée à l'arrière du cockpit en position mobile défensive. L'appareil pouvait également emporter une bombe de 500 livres (500 kg), accrochée à un pylône sous le fuselage. La crosse d'appontage était contenue dans un logement entièrement fermé, tandis que des sacs de flottaison étaient installés dans les ailes, au cas où l'avion aurait été forcé à amerrir. Le train d'atterrissage du XSBF-1 était similaire à celui du chasseur F3F.

## Histoire opérationnelle
Le XSBF-1 (no 9996), emmené par le pilote d'essai Bud Gilles, prit l'air pour la première fois le 24 décembre 1935. Après une série de tests initiaux, qui démontrèrent un avion raisonnablement correct, le XSBF-1 fut livré à l'US Navy pour évaluation, en compétition avec deux autres biplans issus de la spécification de 1934, le Great Lakes XB2G et le Curtiss XSBC-3. Fait inhabituel pour des biplans, les trois appareils proposés possédaient un train d'atterrissage rétractable. L'évaluation montra que le concept de Curtiss-Wright était supérieur à ceux de Grumman et de la Great Lakes Aircraft Company (en), et une commande fut passée pour l'avion Curtiss, désigné SBC-3 Helldiver en service, en août 1936.
La compétition étant perdue, le développement du XSBF-1 prit fin. L'unique prototype construit fut assigné à la base aéronavale Anacostia (NAS Anacostia), où il fut testé pour être utilisé comme avion de liaison et développement. Le XSBF fut aussi utilisé par le centre de recherche Langley du NACA (l'ancêtre de la NASA) pour participer aux recherches aéronautiques de l'agence. Pendant son séjour à Anacostia, l'avion fut impliqué dans trois accidents : un en 1937, un en 1938, puis un en 1939. Il fut réparé après les deux premiers, mais le troisième coûta la vie à son pilote et l'avion fut considéré comme trop touché pour retourner à son état de vol. L'avion fut alors officiellement retiré de l'inventaire de la Navy en juillet 1939.
Étonnamment, la désignation SBF-1 fut réutilisée juste après par la Navy au cours de la Seconde Guerre mondiale, assigné aux SB2C Helldivers produits sous licence par Fairchild Aircraft,.